# Pannychina
Pannychina is een kevergeslacht uit de familie van de boktorren (Cerambycidae). De wetenschappelijke naam van het geslacht werd voor het eerst geldig gepubliceerd in 1962 door Gilmour.

## Soorten
Pannychina is monotypisch en omvat slechts de volgende soort:
- Pannychina atripennis (Bates, 1885)